# ووندد نی

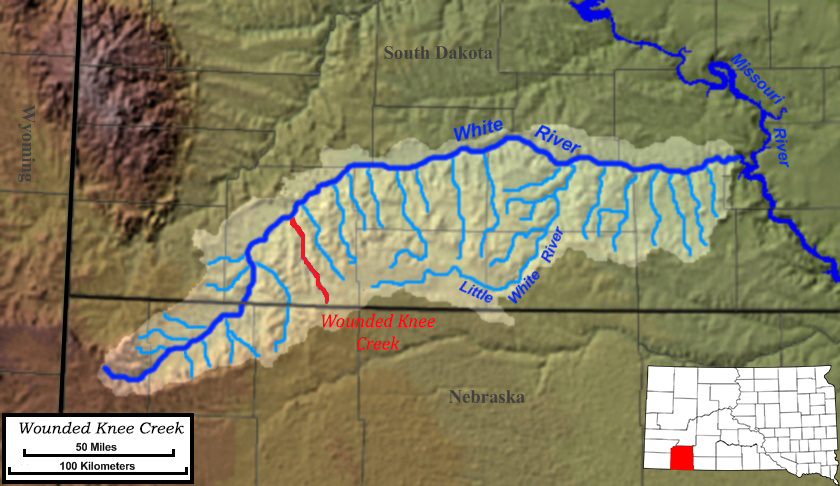
ووندد نی با رنگ قرمز نشان داده‌شده‌است

ووندد نی شاخه‌ای از رود وایت می‌باشد. این رود به طول ۱۰۰ مایل در داکوتای جنوبی در ایالات متحده می‌باشد. بیشتر شهرت این رود به دلیل کشتار ووندد نی است که در سال ۱۸۹۰ توسط ارتش ایالات متحده انجام شده‌است. در طی این کشتار ۳۰۰ سرخ‌پوست از قبیله سو که اغلب زنان و کودکان غیر مسلح بودند کشته شده‌اند.
شهرهای نزدیک به این رود، ووندد نی و ماندرسون می‌باشند.